# Banori
Banori ist ein Ort im mexikanischen Bundesstaat Sonora, im Municipio Caborca, nahe der Grenze zu Arizona, USA, auf einer Höhe von 692 Metern. Beim Zensus 2010 hatte Banori einen Einwohner.